# Abdelhafid Tasfaout
Abdelhafid Tasfaout (11 de febrer, 1969 a Oran, Algèria) és un exfutbolista algerià.
Fou capità de la selecció algeriana durant cinc anys. Durant la Copa d'Àfrica de Nacions 2002 a Mali patí un fort cop al cap, fent patir per la seva vida, però finalment es recuperà completament. Marcà 34 gols amb la selecció.
Pel que fa a clubs, destacà als francesos AJ Auxerre i En Avant Guingamp.